# دوراك (سر أسياب يوسفي)
دوراک (بالفارسية: دوراک) هي قرية تقع في إيران في قسم سر أسياب يوسفي الريفي. يقدر عدد سكانها بـ 58 نسمة بحسب إحصاء 2016.